# Zdzisław Borowiec
Zdzisław Borowiec (ur. 13 czerwca 1975 w Kielcach, zm. 26 września 1997 w Asyżu) – franciszkański postulant, który zginął pod gruzami sklepienia Bazyliki św. Franciszka, w trakcie kolejnego silnego trzęsienia ziemi, które nawiedziło region Umbrii i Marche 26 września 1997 r. Obecnie prowadzone są działania mające na celu wyniesienie go na ołtarze.

## Życiorys
Zdzisław Borowiec, urodził się w wielodzietnej rodzinie robotniczej Stefana i Adeli Koniecznych. Z powodu choroby biologicznej matki, tuż po urodzeniu został oddany do domu dziecka. W wieku trzech lat adoptowało go małżeństwo Ludwika i Alfredy Borowców z Kielc.
Po szkole podstawowej uczęszczał do zasadniczej szkoły budowlanej i technikum. Po maturze przez jeden semestr studiował na Politechnice Świętokrzyskiej. Myślał o służbie wojskowej.
Całkowita odmiana w jego życiu nastąpiła za sprawą przypadkowego spotkania i rozmowy w pociągu z franciszkaninem ojcem doktorem Mateuszem Korczakiem. Po tym zdarzeniu Zdzisław zaczął często odwiedzać klasztor franciszkanów w Chęcinach i ojca Mateusza. Zafascynowała go osoba świętego Franciszka. Z czasem podjął decyzję o wstąpieniu do zakonu franciszkanów. Zaczął uczyć się języka włoskiego.
W czerwcu 1997 r. wyjechał do Włoch, do Perugii. Tu szybko dokończył naukę włoskiego i został skierowany na studia do Asyżu. 16 września 1997 r. przybył na miejsce. Tu w klasztorze przygotowywał się do złożenia ślubów zakonnych.
26 września, nad ranem silny wstrząs tektoniczny naruszył ściany bazyliki. Gdy przed południem Zdzisław towarzyszył grupie zakonników i ekspertów, którzy weszli do wnętrza świątyni ocenić stan obiektu i wyrządzone szkody, nastąpiły kolejne wstrząsy i runęła część stropu. Pod gruzami zginęli 22-letni Zdzisław Borowiec i 40-letni franciszkanin Angelo Api.
Zgodnie z wolą rodziców Zdzisław Borowiec pochowany został na franciszkańskim cmentarzu w Asyżu. W uroczystościach pogrzebowych wzięło udział wielu dostojników kościelnych ze specjalnym wysłannikiem papieża Jana Pawła II, kardynałem Rogerem Etchegaray na czele.
Na Cmentarzu Komunalnym w Kielcach znajduje się jego symboliczna mogiła. Tablica jest umieszczona na grobie rodziców adopcyjnych, Alfredy (zm. X 2003) i Ludwika (zm. I 2004) Borowców.
Na podstawie życiorysu Zdzisława Borowca reżyser Jacek Grelowski zrealizował film "Zdzisiu", prezentowany w 1998 r. w Kielcach na Przeglądzie Form Dokumentalnych "Nurt 98".